# Siødæmningen
Siødæmningen (dt.: Siø-Damm) ist eine circa 1,4 km lange Kombination aus Damm und Brücke zwischen den dänischen Inseln Tåsinge und Siø, auf der die Primærrute 9 den Siøsund quert. Der Brückenabschnitt, auch Siøsundbroen (dt.: Siøsund-Brücke) genannt, ist eine 558 m lange Balkenbrücke. Die Bauarbeiten am Damm dauerten von 1957 bis 1960. Dem Verkehr übergeben wurde der Damm am 22. Oktober 1960. Er ist damit der älteste Teil der Verbindung von Fyn (dt.: Fünen) nach Langeland vor der Langelandsbroen (1963) und der Svendborgsundbroen (1966).